# Pollard, Daniel, Booth 7
Pollard, Daniel, Booth 7 is een muziekalbum van Brendan Pollard, Michael Daniel en Phil Booth. Het bevat elektronische muziek uit de Berlijnse School voor Elektronische Muziek. Het album bevat twee tracks. De eerste is een studio-opname van maart 2009 uit de Radio-Velocitystudio. De tweede track is een live-opname van 18 september 2010 tijdens het Awakenings-festival in Burton upon Trent. Deze track was al eerder op een bootleg verkrijgbaar.

## Musici
- Brendan Pollard – modular synthesizers, mellotron, Fender Rhodes piano
- Michael Daniel – synthesizers, gitaar, glissgitaar, Fender Rhodes piano
- Phil Booth – synthesizer, SFX

## Muziek
| Nr. | Titel                      | Duur  |
| --- | -------------------------- | ----- |
| 1.  | Red gryphon dream (studio) | 23:56 |
| 2.  | Towards that moment (live) | 52:38 |